# Grijs
Grijs is elke achromatische ("kleurloze") kleur met een intensiteit tussen die van wit en van zwart. Grijs wordt wel een kleur genoemd, maar is geen kleurtint. Samen met wit en zwart behoort grijs tot de achromatische  kleuren, die in tegenstelling staan tot de bonte kleuren.
In de subtractieve kleurmenging is grijs een mengsel van zwart en wit. In de additieve kleurmenging is grijs in feite een soort wit, maar dan van een verminderde intensiteit. 

## Kleurnuances
Hieronder een middentoon grijs:
|                               |        |        |        |        |        |        |        |        |        |        |        |        |        |        |        |
|                               |        |        |        |        |        |        |        |        |        |        |        |        |        |        |        |
|                               |        |        |        |        |        |        |        |        |        |        |        |        |        |        |        |
| Van zwart via grijs naar wit: |        |        |        |        |        |        |        |        |        |        |        |        |        |        |        |
|                               |        |        |        |        |        |        |        |        |        |        |        |        |        |        |        |
|                               |        |        |        |        |        |        |        |        |        |        |        |        |        |        |        |
| 000000                        | 111111 | 222222 | 333333 | 444444 | 555555 | 666666 | 777777 | 888888 | 999999 | AAAAAA | BBBBBB | CCCCCC | DDDDDD | EEEEEE | FFFFFF |

De tabel hierboven toont neutrale grijze kleuren. Door toevoeging van meer rood, geel of blauw kunnen grijzen met meer karakter worden gemaakt:
|         |         |         |         |         |
| #998888 | #888888 | #889988 | #888888 | #888899 |

## Grijstinten
Afbeeldingen in kleur kunnen worden omgezet in grijstinten of grijsschakeringen. Hierbij wordt de lichtsterkte van elk beeldpunt behouden en de kleurtintinformatie uitgefilterd.

## Gebruik en gevoelswaarden
- Grijs wordt veelal geassocieerd met ouderdom, wijsheid en ervaring.
- Grijze kleding wordt als zeer gedistingeerd beschouwd.
- Grijs heeft daarnaast een imago dat sterk samenhangt met saaiheid, onopvallendheid en eentonigheid. Dit blijkt uit standaarduitdrukkingen als een grijs bestaan en een grijs personage of grijze muis (versus een zwartwitpersonage) voor een onopvallend persoon.
- Grijs heeft ook de eigenschap op veel mensen kalmerend en rustgevend te werken. Dit hangt ermee samen dat grijs, in tegenstelling tot bonte kleuren, volkomen neutraal is.
- De kleur grijs is feitelijk een mengeling van wit en zwart, twee kleuren die respectievelijk het goede en het kwade symboliseren, of (in het algemeen) twee tegengestelden. Grijs kan zodoende twijfel symboliseren, een gespletenheid, een evenwicht tussen de zaken, of een overgangsgebied. Wanneer men in een "grijs gebied" opereert, doet men zaken waar geen duidelijke regels over zijn, of waarvan het niet duidelijk is of ze legaal of illegaal zijn.

## Varia
- Een grijze lucht betekent vaak dat het regenachtig en miezerig weer is.
- In de kleurcodering voor elektronica staat grijs voor het cijfer 8.
- Donkergrijs wordt ook wel antraciet genoemd (grijs als steenkool).
- Een grijs blad papier is eerder geschikt om er met behulp van kleurpotloden of waskrijt op te tekenen dan een wit blad. Op een grijze achtergrond kan men zowel met witte als zwarte kleurpotloden of wasstiften tekenen, alsook met alle andere kleuren.
- De maan wordt algemeen omschreven als een grijs hemellichaam zonder kleuren. Tijdens de missie van Apollo 8 beschreef James Lovell het vanuit omloop waargenomen maanlandschap als een absoluut kleurloze wereld. Ervaren maanwaarnemers weten echter dat de met behulp van een telescoop waargenomen maan subtiele kleurverschillen vertoont. Gebieden bestaande uit beigeachtig of geelachtig grijze en blauwachtig grijze regolithlagen komen er veelvuldig voor. Het meest duidelijke kleurcontrast bevindt zich tussen Mare Serenitatis (geelachtig grijs) en Mare Tranquillitatis (blauwachtig grijs). Het meest gekleurde gebied bevindt zich ten noordwesten van de heldere krater Aristarchus. Het vertoont de kleur van mosterd: een mengeling van geel, kaki groen, en grijs. Het gebied kreeg de benaming Wood's spot, omdat het werd onderzocht door Robert W. Wood.
- In de hoogdagen van de ufologie werden kleine vermoedelijk buitenaardse humanoïden omschreven als little green men (kleine groene mannen), terwijl daarmee little grey men (kleine grijze mannen) werd bedoeld.

primaire kleur · secundaire kleur · tertiaire kleur · complementaire kleur · kleurencirkel · partitieve kleurmenging · kleurcontrast · kleurtemperatuur

kleurcodering · kleurruimte · CIELAB · CMYK · HSL/HLS · HSV/HSB · HTML-kleuren · NCS · Pantone PMS · RAL · RGB · YIQ · YUV · YPbPr